# Dieter Kandlhofer
Dieter Kandlhofer (* 31. Juli 1970 in Vorau, Steiermark) ist ein österreichischer Unternehmer.

## Berufliches
Kandlhofer maturierte 1988 am BORG Birkfeld und leistete anschließend den Präsenzdienst beim Bundesheer. Von 1989 bis 1991 absolvierte er die zwei Jahre dauernde Ausbildung zum Sicherheitswachebeamten und war anschließend bis 1997 eingeteilter Beamter im Rang eines Revierinspektors im ersten Wiener Gemeindebezirk. Gleichzeitig studierte er ab 1991 Rechtswissenschaften an der Universität Wien und schloss das Studium im Jahr 1997 als Mag. iur. ab.
Von 1997 bis 2009 war Kandlhofer in diversen Funktionen im Bundeskanzleramt tätig, zuletzt als Bereichsleiter für Personal, Organisation und Revision und stellvertretender Sektionschef. Zudem war er von 2002 bis 2007 Referent an der Vienna Business School. In den Jahren 2009 bis 2017 war Dieter Kandlhofer als Präsidialdirektor der höchste Beamte des österreichischen Verfassungsgerichtshofs.
Seit 2014 war er zudem Aufsichtsratsvorsitzender der Bundespensionskasse und ab 2016 geschäftsführender Gesellschafter der wideho.at GmbH mit Sitz in Hagenbrunn, die Beratungen und Moderationen anbietet.
Nach der Angelobung der Bundesregierung Kurz I wurde Kandlhofer unter Bundeskanzler Sebastian Kurz im Dezember 2017 zum Generalsekretär im Bundeskanzleramt bestellt. Er bekleidete dieses Amt kurzfristig auch in der Bundesregierung Bierlein. Er leitete provisorisch die Präsidialsektion des Bundeskanzleramts. Nach Bildung der Bundesregierung Kurz II im Jänner 2020 wurde er zum Generalsekretär im Verteidigungsministerium bestellt.
Mit Oktober 2022 wurde Dieter Kandlhofer neuer Geschäftsführer der LILIHILL Industries.

## Politisches
Kandlhofer ist für die ÖVP Gemeinderatsmitglied und Gemeindevorstand sowie ÖAAB-Obmann in Hagenbrunn.